# Kínai mozdonyok listája
Ez a lista a Kínai Népköztársaság mozdonyait tartalmazza.

## Gőzmozdonyok
| Modell      | Tengelyelrendezés | Gyártás éve  | Gyártó              | Darabszám | Megjegyzés                                                                           | Kép |
| ----------- | ----------------- | ------------ | ------------------- | --------- | ------------------------------------------------------------------------------------ | --- |
| DB1         | 2-6-4T            | 1907         | ALCO                |           |                                                                                      |     |
| ET7         | 0-8-0T            | ~ 1960       | Fablok              | 90        | Iparvasutaknál használva, fővonalakon nem szolgált                                   |     |
| FD          | 2-10-0            | 1930-as évek | Voroshilovgrad      | 1034      | Átalakítva normál nyomtávhoz (1958–) az orosz FD osztály mozdonyaiból                |     |
| GJ          | 0-6-0T            | 1958-1961    | Chengdu, Taiyuan    | 122       | Tervezte a Dalian locomotive works, iparvasutakhoz és tolatószolgálathoz használták. |     |
| JF1         | 2-8-2             |              |                     |           |                                                                                      |     |
| JF2         | 2-8-2             | 1928         | Shahekuo            |           |                                                                                      |     |
| JF3         | 2-8-2             | 1930         | Škoda               |           |                                                                                      |     |
| JF6         | 2-8-2             | 1940         |                     |           |                                                                                      |     |
| JS          | 2-8-2             |              | Baldwin             |           |                                                                                      |     |
| KD6         | 2-8-0             |              |                     |           | USATC S160 Class                                                                     |     |
| KD7         | 2-8-0             |              |                     |           |                                                                                      |     |
| KF          | 4-8-4             |              | Vulcan Foundry (UK) |           |                                                                                      |     |
| PL2         | 2-6-2             |              |                     |           |                                                                                      |     |
| QJ          | 2-10-2            | 1956-1988    |                     | 4708      |                                                                                      |     |
| RM          | 4-6-2             |              |                     |           |                                                                                      |     |
| SL5         | 4-6-2             | 1927         | Shahekuo            |           |                                                                                      |     |
| SL6         | 4-6-2             |              |                     |           |                                                                                      |     |
| SL7 Pashina | 4-6-2             |              | Kawasaki / Dalian   |           |                                                                                      |     |
| SY          | 2-8-2             |              |                     |           |                                                                                      |     |
| XK2         | 0-6-0T            |              |                     |           |                                                                                      |     |
| XK13        | 0-6-0T            | 1958 - 1960  | Fablok              |           | típus "Ferrum"                                                                       |     |
| YJ          | 2-6-2             |              |                     |           |                                                                                      |     |
| Források:   |                   |              |                     |           |                                                                                      |     |

## Dízelmozdonyok

### Dízel-hidraulikus erőátvitel

#### Kínai gyártású
| Modell                                                           | Gyártás éve    | Max sebesség (forgalomban) （km/h） | Teljesítmény （kW）                   | Gyártó           | Darabszám | Fotó |
| ---------------------------------------------------------------- | -------------- | ----------------------------------- | ------------------------------------- | ---------------- | --------- | ---- |
| prototípus NY1 "Weixing" DFH1                                    | 1959 1964–1973 | 120(140)                            | 1220(1060)                            | Sifang           | 107       |      |
| DFH2 (NY2 "Repülő sárkány", Egyszerűsített kínai írással:"飞龙") | 1960           | 100                                 | 1470 (dízelmotor kimenő teljesítmény) | Dalian           | 1         |      |
| DFH2                                                             | 1966           | 140                                 | 1470                                  | Sifang           | 1         |      |
| DFH2                                                             | 1973 - ?       | 62                                  | 650                                   | Ziyang           | ?         |      |
| DFH3                                                             | 1971–1989      | 120                                 | 1460                                  | Sifang           | 263       |      |
| DFH4                                                             | 1969           | 160                                 | 3675                                  | Sifang           | 1         |      |
| DFH4                                                             | 1971–1974      | 140                                 | 3309                                  | Qishuyan         | 2         |      |
| DFH4                                                             | 1975–1981      | 100                                 | 3309                                  | Ziyang           | 3         |      |
| DFH5                                                             | 1976–1988      | 80                                  | 790                                   | Ziyang Sifang    | 89        |      |
| DFH5B                                                            | 1985           | 80                                  | 920                                   | Ziyang           | ?         |      |
| DFH6                                                             | 1981           | ?                                   | 1740                                  | Ziyang           | 1         |      |
| DFH7                                                             | 1988–1991      | ?                                   | 790                                   | Ziyang           | 4         |      |
| DFH21 (keskeny nyomtáv)                                          | 1977–1985      | 50                                  | 640                                   | Sifang           | ?         |      |
| Beijing 6001                                                     | 1970           | 100                                 | 4410 (dízelmotor kimenő teljesítmény) | Beijing Feb. 7th | 1         |      |
| Beijing                                                          | 1971–1990      | 120                                 | 1500                                  | Beijing Feb. 7th | 358       |      |
| Beijing (coupling of double loco)                                | 1981 - ?       | 120                                 | 2×1500                                | Beijing Feb. 7th | 12        |      |

#### Importált
| Modell | Gyártás éve | Max sebesség (forgalomban) （km/h） | Teljesítmény （kW） | Gyártó                       | Darabszám | Fotó |
| ------ | ----------- | ----------------------------------- | ------------------- | ---------------------------- | --------- | ---- |
| NY5    | 1967        | személy: 160 teher: 120             | 2940                | Henschel, Nyugat-Németország | 4         |      |
| NY6    | 1972        | 108                                 | 3160                | Henschel, Nyugat-Németország | 10        |      |
| NY7    | 1972        | 113                                 | 3680                | Henschel, Nyugat-Németország | 20        |      |

### Dízel-villamos erőátvitelű

#### Kínai gyártású
| Modell                                                       | Gyártás éve       | Max sebesség (forgalomban) （km/h） | Teljesítmény （kW）       | Gyártó                                     | Darabszám                                          | Fotó  |  |
| ------------------------------------------------------------ | ----------------- | ----------------------------------- | ------------------------- | ------------------------------------------ | -------------------------------------------------- | ----- |  |
| Jianshe (Egyszerűsített kínai írással:"建设")                | 1958              | DC - DC                             | 85                        | 441 (dízelmotor kimenő teljesítmény)       | Beijing Feb. 7th                                   | 1     |  |
| Xianxing (Egyszerűsített kínai írással:"先行")               | 1958–1959         | DC - DC                             | 125                       | 1471                                       | Qishuyan                                           | 47    |  |
| DF ("Nagy Sárkány", Egyszerűsített kínai írással:"巨龙", ND) | 1958–1973         | DC - DC                             | 100                       | 1500                                       | Dalian Qishuyan Chengdu Datong                     | 706   |  |
| DF2 (ND2)                                                    | 1964–1974         | DC - DC                             | 95                        | 650                                        | Qishuyan                                           | 148   |  |
| DF3                                                          | 1969 - 1974       | DC - DC                             | 120                       | 1050                                       | Dalian                                             | 226   |  |
| DF4                                                          | 1969–1985         | AC - DC                             | 100 (teher) 120 (személy) | 1920                                       | Dalian                                             | 843   |  |
| DF4B                                                         | 1985–             | AC - DC                             | 100 (teher) 120 (személy) | 1985                                       | Dalian Ziyang Datong Sifang                        | ≥4500 |  |
| DF4C                                                         | 1985–             | AC - DC                             | 100 (teher) 120 (személy) | 2165                                       | Dalian Ziyang Datong Sifang                        | 838   |  |
| DF4CK                                                        | 1999              | AC - DC                             | 160                       | 2165                                       | Ziyang                                             | 2     |  |
| DF4D(K) (speedup változat)                                   | 1996－1999        | AC - DC                             | 145                       | 2425                                       | Dalian                                             | 580   |  |
| DF4D(H) (teher változat)                                     | 1998－?           | AC - DC                             | 100                       | 2425                                       | Dalian                                             | 206   |  |
| DF4D(Z) (sub-highspeed változat)                             | 1999－2007        | AC - DC                             | 170                       | 2980                                       | Dalian                                             | 333   |  |
| DF4DJ (DF4DAC)                                               | 2000              | AC - DC - AC                        | 145                       | 2510                                       | Dalian Siemens Transportation Systems, Németország | 2     |  |
| DF4DF                                                        | 1999–2004         | AC - DC                             | 120                       | 2425                                       | Dalian                                             | 31    |  |
| DF4DD (Tolatómozdony változat)                               | 1999–2004         | AC - DC                             | 80                        | 3180                                       | Dalian                                             | ?     |  |
| DF4E                                                         | 1995–1997         | AC - DC                             | 100                       | 4860 (2×2430)                              | Sifang                                             | 16    |  |
| DF5                                                          | 1976 - ?          | AC - DC                             | 80                        | 1213                                       | Tangshan Sifang                                    | 1141  |  |
| DF5B                                                         | ?                 | AC - DC                             | 100                       | 1500                                       | Dalian                                             | 36    |  |
| DF5BG                                                        | ?                 | AC - DC                             | 100                       | 1500                                       | Dalian                                             | ?     |  |
| DF5C                                                         | 1994–1998年 1998– | AC - DC                             | 100                       | 1320 2000 (dízelmotor kimenő teljesítmény) | Sifang                                             | ?     |  |
| DF5D                                                         | 1999 - ?          | AC - DC                             | 80                        | 1200                                       | Dalian                                             | ?     |  |
| DF6                                                          | 1989              | AC - DC                             | 118                       | 2425                                       | Dalian                                             | 4     |  |
| DF7                                                          | 1982–1990         | AC - DC                             | 100                       | 1470                                       | Beijing Feb. 7th                                   | 295   |  |
| DF7B                                                         | 1990 - ?          | AC - DC                             | 100                       | 1840                                       | Beijing Feb. 7th                                   | 215   |  |
| DF7C                                                         | 1991–2001         | AC - DC                             | 100                       | 1840/1470                                  | Beijing Feb. 7th                                   | 289   |  |
| DF7D                                                         | 1995–1998         | AC - DC                             | 100                       | 1500 (dízelmotor kimenő teljesítmény)      | Beijing Feb. 7th                                   | 214   |  |
| DF7E                                                         | 1998              | AC - DC                             | 100                       | 2000 (dízelmotor kimenő teljesítmény)      | Beijing Feb. 7th                                   | 2     |  |
| DF7F                                                         | 2000              | AC - DC                             | 100                       | 2650 (dízelmotor kimenő teljesítmény)      | Beijing Feb. 7th                                   | ?     |  |
| DF7G                                                         | 2003–             | AC - DC                             | 100                       | 2200 (dízelmotor kimenő teljesítmény)      | Beijing Feb. 7th Sifang                            | 264   |  |
| DF7J                                                         | 2004              | AC - DC - AC                        | 100                       | 2200 (dízelmotor kimenő teljesítmény)      | Beijing Feb. 7th                                   | 1     |  |
| DF8                                                          | 1984–1990         | AC - DC                             | 100                       | 3310                                       | Qishuyan                                           | 141   |  |
| DF8B                                                         | 1997 - ?          | AC - DC                             | 100                       | 3100                                       | Qishuyan Ziyang                                    | ?     |  |
| DF8BJ "West Light" (Egyszerűsített kínai írással:"西部之光") | 2002              | AC - DC - AC                        | 120                       | 4000                                       | Ziyang                                             | 1     |  |
| DF8CJ "Sunlight" (Egyszerűsített kínai írással:"霞光")       | 2002              | AC - DC - AC                        | 120                       | 3650                                       | Qishuyan                                           | 3     |  |
| DF8DJ (DF8B 5672)                                            | 2003              | AC - DC - AC                        | 120                       | 3350                                       | Ziyang                                             | 1     |  |
| DF9                                                          | 1991              | AC - DC                             | 170                       | 3040                                       | Qishuyan                                           | 2     |  |
| DF10                                                         | ?                 | AC - DC                             | 100                       | 2×1600                                     | Dalian                                             | 1     |  |
| DF10C                                                        | 1995              | AC - DC                             | 160                       | 2×2130 (dízelmotor kimenő teljesítmény)    | Dalian                                             | 1     |  |
| DF10D                                                        | ?                 | AC - DC                             | 120                       | 2×1600                                     | Dalian                                             | 1     |  |
| DF10DD                                                       | 2003–             | AC - DC                             | 100                       | 2200 (dízelmotor kimenő teljesítmény)      | Dalian                                             | ?     |  |
| DF10F                                                        | 1996–1998         | AC - DC                             | 160                       | 2×2200 (dízelmotor kimenő teljesítmény)    | Dalian                                             | 6     |  |
| DF11                                                         | 1992–2005         | AC - DC                             | 170                       | 3040                                       | Qishuyan                                           | 460   |  |
| DF11G                                                        | 2003－            | AC - DC                             | 170                       | 6080 (2×3040)                              | Qishuyan                                           | 79    |  |
| DF11Z                                                        | 2002              | AC - DC                             | 160                       | 6080 (2×3040)                              | Qishuyan                                           | 4     |  |
| DF12                                                         | 1997–2001         | AC - DC                             | 100                       | 1990                                       | Ziyang                                             | ?     |  |
| DF21 (keskeny nyomtáv)                                       | ?                 | AC - DC                             | 60                        | 1500 (dízelmotor kimenő teljesítmény)      | Sifang                                             | 11    |  |
| NJ1                                                          | 1999              | AC - DC - AC                        | 80                        | 1320 (dízelmotor kimenő teljesítmény)      | Sifang                                             | 3     |  |
| HXN3 "Harmony"                                               | 2008–             | AC - DC - AC                        | 120                       | 3700                                       | Dalian EMD, USA                                    | ?     |  |
| HXN5 "Harmony"                                               | 2008–             | AC - DC - AC                        | 120                       | 3700                                       | Qishuyan GE, USA                                   | ?     |  |

#### Importált
| Modell | Gyártás éve | Áramrendszer | Max sebesség (forgalomban) （km/h） | Teljesítmény （kW） | Gyártó                                     | Darabszám | Fotó |
| ------ | ----------- | ------------ | ----------------------------------- | ------------------- | ------------------------------------------ | --------- | ---- |
| ND1    | 1958        | DC-DC        | 80                                  | 440                 | Magyarország Ganz (MÁV M44)                | ?         |      |
| ND2    | 1972-1987   | DC-DC        | 120                                 | 1280                | Electroputere, Románia Craiova (CFR 060DA) | 284       |      |
| ND3    | 1985        | DC-DC        | 100                                 | 1540                | Electroputere, Románia Craiova             | 88        |      |
| ND4    | 1973-1975   | AC-DC        | 100                                 | 2150                | Alstom, Franciaország                      | 50        |      |
| ND5    | 1984－1986  | AC-DC        | 118                                 | 2550                | GE, USA (GE C36-7)                         | 422       |      |
| NJ2    | 2005-2006   | AC-DC-AC     | 120                                 | 3800                | GE, USA                                    | 78        |      |

## Villamos mozdonyok

### AC-DC áramnem

#### Shaoshan (SS) sorozat
| Modell    | Gyártás éve | Max sebesség (forgalomban) （km/h） | Teljesítmény （kW） | Gyártó                        | Darabszám | Fotó |
| --------- | ----------- | ----------------------------------- | ------------------- | ----------------------------- | --------- | ---- |
| SS1 (6Y1) | 1958–1988   | 90                                  | 3780                | Zhuzhou                       | 826       |      |
| SS2       | 1969        | 100                                 | 4620                | Zhuzhou                       | 1         |      |
| SS3       | 1978–1993   | 100                                 | 4320                | Zhuzhou Ziyang Datong         | 677       |      |
| SS3(4000) | 1992–2006   | 100                                 | 4320                | Zhuzhou Ziyang Datong Taiyuan | 733       |      |
| SS3B      | 2003–2006?  | 100                                 | 2×4320              | Zhuzhou Ziyang Datong         | 333       |      |
| SS3C      | 2008        | 100                                 | 2×4800              | Taiyuan                       | 1         |      |
| SS4       | 1985–2003   | 100                                 | 2×3200              | Zhuzhou                       | 158       |      |
| SS4G      | 1993–2007   | 100                                 | 2×3200              | Zhuzhou Ziyang Dalian Datong  | 1347      |      |
| SS4B      | 1995–2006   | 100                                 | 2×3200              | Zhuzhou                       | 130       |      |
| SS4C      | 1997        | 100                                 | 2×3200              | Zhuzhou                       | 2         |      |
| SS5       | 1991        | 140                                 | 3200                | Zhuzhou                       | 2         |      |
| SS6       | 1990–1992   | 100                                 | 4800                | Zhuzhou                       | 53        |      |
| SS6B      | 1992–?      | 100                                 | 4800                | Zhuzhou                       | 148       |      |
| SS7       | 1992–2007   | 100                                 | 4800                | Datong                        | 113       |      |
| SS7B      | 1997        | 100                                 | 4800                | Datong                        | 2         |      |
| SS7C      | 1998–2006   | 120                                 | 4800                | Datong                        | 171       |      |
| SS7D      | 1999–2002   | 170                                 | 4800                | Datong                        | 59        |      |
| SS7E      | 2001–2006   | 170                                 | 4800                | Datong Dalian                 | 146       |      |
| SS8       | 1994–2001   | 170                                 | 3600                | Zhuzhou                       | 245       |      |
| SS9       | 1998–2006   | 170                                 | 4800                | Zhuzhou                       | 214       |      |
| SS9G      | 2002–2006   | 170                                 | 4800                | Zhuzhou                       | 170       |      |

#### Importált mozdonyok
| Modell | Gyártás éve | Maximális sebesség (forgalomban) （km/h） | Teljesítmény （kW） | Gyártó (Mozdonycsalád)                                                | Darabszám | Fotó |
| ------ | ----------- | ----------------------------------------- | ------------------- | --------------------------------------------------------------------- | --------- | ---- |
| 6Y2    | 1958–1961   | 101                                       | 4740                | Alstom, Franciaország （SNCF CC 7100 sorozat）                        | 25        |      |
| 6G1    | 1971        | 120                                       | 5100                | Románia （CFR 40 sorozat）                                            | 2         |      |
| 6G     | 1973        | 112                                       | 5400                | Alstom, Franciaország                                                 | 40        |      |
| 6K     | 1986–1987   | 100                                       | 5100                | Kawasaki Heavy Industries, Japán （JNR EF66、JNR ED75）               | 85        |      |
| 8G     | 1987–1990   | 100                                       | 2×3200              | Novocserkasszki Villamosmozdonygyár, Szovjetunió （RZSD VL80）        | 100       |      |
| 8K     | 1987        | 100                                       | 2×3200              | Csoport: Alstom, Siemens Transportation Systems, BBC és egyéb gyártók | 150       |      |

### AC-DC-AC áramnem
| Modell                                                    | Gyártás éve | Max sebesség (forgalomban) （km/h） | Teljesítmény （kW） | Gyártó                                 | Darabszám     | Fotó |
| --------------------------------------------------------- | ----------- | ----------------------------------- | ------------------- | -------------------------------------- | ------------- | ---- |
| AC4000                                                    | 1996        | 120                                 | 4000                | Zhuzhou                                | 1             |      |
| DJ "Jiufang" (Egyszerűsített kínai írással:"九方")        | 2000        | 200                                 | 4800                | Zhuzhou                                | 2             |      |
| DJ1                                                       | 2000–2001   | 120                                 | 6400                | Zhuzhou Siemens, Németország           | 20            |      |
| DJ2 "Olympic Stars" (Egyszerűsített kínai írással:"奥星") | 2001        | 200                                 | 4800                | Zhuzhou                                | 3             |      |
| Tiansuo (Egyszerűsített kínai írással:"天梭")             | 2003        | 200                                 | 4800                | Datong                                 | 1             |      |
| HXD1 (DJ4)                                                | 2006–2008   | 120                                 | 9600 (2×4800)       | Zhuzhou Siemens, Németország           | 180           |      |
| HXD1B                                                     | 2009–2011   | 120                                 | 9600                | Zhuzhou                                | 500 ordered   |      |
| HXD1C                                                     | 2009–       | 120                                 | 7200                | Zhuzhou Ziyang                         | 990 rendelve  |      |
| HXD2 (DJ4-6000)                                           | 2006–2008   | 120                                 | 10000 (2×5000)      | Alstom, Franciaország Datong           | 180           |      |
| HXD2B                                                     | 2009–2011   | 120                                 | 9600                | Alstom, Franciaország Datong           | 500 rendelve  |      |
| HXD2C                                                     | 2010–2011   | 120                                 | 7200                | Datong                                 | 220 rendelve  |      |
| HXD3 (SSJ3, DJ3, SL1)                                     | 2003–2010   | 120                                 | 7200                | Toshiba Dalian Datong Beijing Feb. 7th | 1040 rendelve |      |
| HXD3B                                                     | 2009–2011   | 120                                 | 9600                | Dalian Bombardier                      | 500 rendelve  |      |
| HXD3C                                                     | 2010–       | 120                                 | 7200                | Dalian                                 | 500 rendelve  |      |